# 1. deild kvinnur (1996)
W roku 1996 odbyła się 12. edycja 1. deild kvinnur – pierwszej ligi piłki nożnej kobiet na Wyspach Owczych. W rozgrywkach wzięło udział 8 klubów z całego archipelagu. Tytułu mistrzowskiego broniła drużyna HB Tórshavn, jednak przejął go od niej klub B36 Tórshavn, zdobywając go po raz trzeci w swojej historii.
Zrezygnowano w tym sezonie z wprowadzonej w poprzednim roku zasady, na mocy której wszystkie zespoły musiały rozegrać po trzy spotkania z każdym z rywali. Wprowadzono także zasadę rozgrywania przez przedostatnią drużynę w tabeli meczu barażowego o utrzymanie w lidze. ÍF Fuglafjørður wycofał się na początku sezonu, dlatego wszystkie mecze uznano za nieodbyte, a klub relegowano do niższej klasy rozgrywek.

## Uczestnicy
| Uczestnicy 1. deild kvinnur 1995                                                                              | Uczestnicy 1. deild kvinnur 1995 | Uczestnicy 1. deild kvinnur 1995 | Uczestnicy 1. deild kvinnur 1995 |
| --- | -------------------------------- | -------------------------------- | -------------------------------- |
| HB | HB Tórshavn                      | 1                                |                                  |
| B36 | B36 Tórshavn                     | 2                                |                                  |
| Skála | Skála ÍF                         | 3                                |                                  |
| EB | EB Eiði                          | 4                                |                                  |
| KÍ | KÍ Klaksvík                      | 5                                |                                  |
| ÍF | ÍF Fuglafjørður                  | 7                                |                                  |
| Nowi uczestnicy                                                                                               |                                  |                                  |                                  |
| SÍS | SÍ Sumba                         |                                  |                                  |
| Awans z 2. deild kvinnur 1995                                                                                 |                                  |                                  |                                  |
| LÍF | LÍF Leirvík                      |                                  |                                  |
| Oznaczenia: - kolumna pierwsza – skróty nazw drużyn, - kolumna trzecia – miejsce zajęte w poprzednim sezonie. |                                  |                                  |                                  |

SÍ Sumba powstał w wyniku ponownego rozpadu Sumba/VB na drużyny SÍ Sumba oraz VB Vágur. Druga z drużyn rozpoczęła udział w żeńskich rozgrywkach od drugiej ligi.

## Rozgrywki

### Tabela ligowa
| Lp. | Drużyna             | M  | Z | R | P  | Bramki | Bramki | Różn. | Pkt | Uwagi              |
| --- | ------------------- | -- | - | - | -- | ------ | ------ | ----- | --- | ------------------ |
| 1   | B36 Tórshavn (M)    | 12 | 8 | 2 | 2  | 27     | 3      | +24   | 26  |                    |
| 2   | KÍ Klaksvík         | 12 | 8 | 1 | 3  | 33     | 19     | +14   | 25  |                    |
| 3   | LÍF Leirvík         | 12 | 7 | 2 | 3  | 24     | 14     | +10   | 23  |                    |
| 4   | Skála ÍF            | 12 | 7 | 1 | 4  | 35     | 22     | +13   | 22  |                    |
| 5   | HB Tórshavn         | 12 | 4 | 1 | 7  | 29     | 20     | +9    | 13  |                    |
| 6   | EB Eiði             | 12 | 3 | 1 | 8  | 18     | 41     | −23   | 10  |                    |
| 7   | SÍ Sumba (B)        | 12 | 1 | 0 | 11 | 6      | 53     | −47   | 3   | Baraże o 1. deild  |
| 8   | ÍF Fuglafjørður (S) | 0  | 0 | 0 | 0  | 0      | 0      | 0     | 0   | Spadek do 2. deild |

### Wyniki spotkań
| Gospodarz \ Gość | B36  | EB  | HB  | ÍF | KÍ  | LÍF | SÍS | Skála |
| B36 Tórshavn     |      | 2:0 | 1:0 | 1  | 0:1 | 2:0 | 4:0 | 1:0   |
| EB Eiði          | 0:5  |     | 2:1 | 1  | 3:1 | 1:5 | 8:0 | 1:1   |
| HB Tórshavn      | 0:1  | 8:1 |     | 1  | 3:5 | 2:3 | 2   | 7:3   |
| ÍF Fuglafjørður  | 1    | 1   | 1   |    | 1   | 1   | 1   | 1     |
| KÍ Klaksvík      | 1:1  | 5:0 | 2:1 | 1  |     | 4:2 | 5:0 | 3:5   |
| LÍF Leirvík      | 0:0  | 4:0 | 0:0 | 1  | 1:2 |     | 3   | 3:1   |
| SÍ Sumba         | 0:10 | 2:1 | 1:7 | 1  | 0:2 | 1:4 |     | 2:10  |
| Skála ÍF         | 1:0  | 7:1 | 1:0 | 1  | 3:2 | 1:2 | 2:0 |       |

Aktualne na 23 kwietnia 2015. Źródło: FaroeSoccer.com
Objaśnienia:
1Drużyna gospodarzy jest wymieniona po lewej stronie tabeli.
Kolory: zielony – zwycięstwo gospodarzy, żółty – remis, różowy – zwycięstwo gości.
Objaśnienia:
1. ÍF Fuglafjørður wycofał się z rozgrywek niedługo po inauguracji sezonu, a wszystkie mecze, które miał rozegrać uznano za nieodbyte.
2. Bezbramkowe zwycięstwo walkowerem przyznane HB Tórshavn[1].
3. Bezbramkowe zwycięstwo walkowerem przyznane EB Eiði[2].

### Baraże o 1. deild
Nieznany jest dokładny przebieg baraży o 1. deild kvinnur, jednak SÍ Sumba obroniła swoje prawo do udziału w rozgrywkach pierwszoligowych.

## Najlepsi strzelcy
| Bramki | Strzelcy            | Drużyna        |
| ------ | ------------------- | -------------- |
| 11     | Sigrun Mikkelsen    | HB Tórshavn    |
| 11     | Signhild Petersen   | Skála ÍF       |
| 11     | Sonja Steinhólm     | LÍF Leirvík    |
| 9      | Malena Josephsen    | KÍ Klaksvík    |
| 9      | Sóley Mikkelsen     | Skála ÍF       |
| 8      | Elsebeth Jónsson    | KÍ Klaksvík    |
| 7      | Rakul Joensen       | B36 Tórshavn   |
| 7      | Eyðfríð Kristiansen | EB Eiði        |
| 6      | Rannvá Andreasen    | KÍ Klaksvík    |
| 6      | Eyðvør úr Dímun     | HB Tórshavn    |
| 6      | Ingun Hansen        | Skála ÍF       |
| 6      | Elisabeth Høgnesen  | LÍF Leirvík    |
| 6      | Teresa Johnsson     | HB Tórshavn    |
| 5      | 3 zawodniczki       | 3 zawodniczki  |
| 4      | 5 zawodniczek       | 5 zawodniczek  |
| 3      | 3 zawodniczki       | 3 zawodniczki  |
| 2      | 5 zawodniczek       | 5 zawodniczek  |
| 1      | 13 zawodniczek      | 13 zawodniczek |
| sam.   | 2 zawodniczki       | 2 zawodniczki  |